# Salo

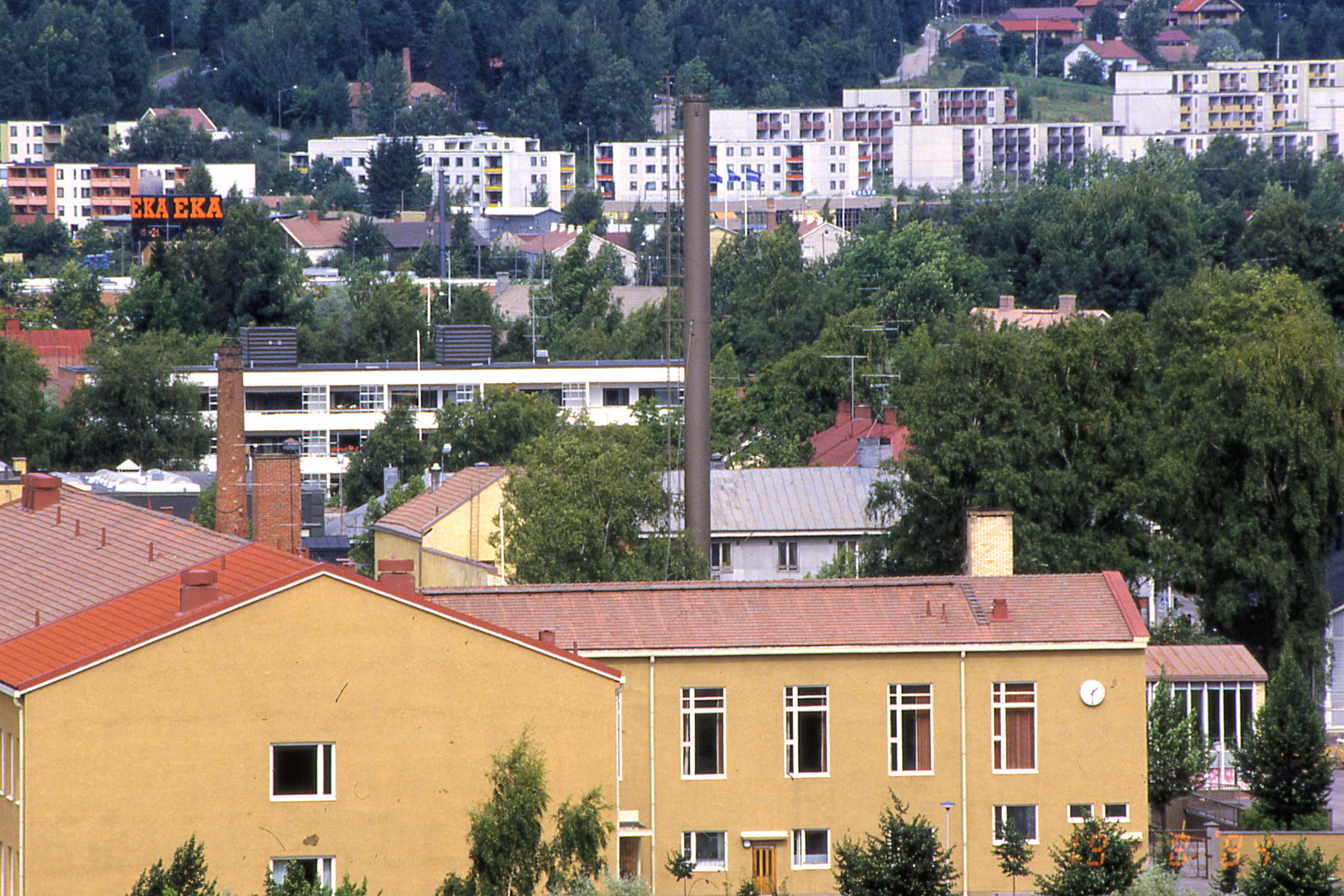

Salo (/ˈsɑlo/) là một thị xã và đô thị của Phần Lan.
Vị trí ở tỉnh Tây Phần Lan thuộc vùng Tây Nam Phần Lan. Đô thị này có dân số 24.878 người (thời điểm ngày 31 tháng 12 năm 2004) và diện tích 143,82 km² (trừ phần mặt biển) trong đó có 0,43 km² là mặt nước nội địa. Mật độ dân số là 173,50 người trên mỗi km².
Dân đô thị này chỉ sử dụng tiếng Phần Lan

## Thành phố kết nghĩa
- Salo có các thành phố kết nghĩa:[1]
- Anija, Estonia
- Elva, Estonia
- Gárdony, Hungary
- Nagykanizsa, Hungary
- Odder, Đan Mạch
- Puchheim, Đức
- Rzhev, Nga
- St. Anthony, Minnesota, Hoa Kỳ
- Vũ Hán, Trung Quốc
- Đà Nẵng, Việt Nam